# Гуржій Катерина Миколаївна
Катерина Миколаївна Гуржій (нар. 1913 — ?) — українська радянська діячка, новатор сільськогосподарського виробництва, робітниця-ланкова овочівницької бригади радгоспу «Саки» Сакського району Кримської області. Депутат Верховної Ради УРСР 6—7-го скликань.

## Біографія
З 1940-х років — робітниця, ланкова овочівницької бригади, бригадир тепличного овочівництва радгоспу «Саки» села Оріхового Сакського району Кримської області.
У 1955 році отримала по 360 центрів овочів з гектара. Бригада, якою керувала Гуржій, збирала 434 центнери помідорів з гектара.
Потім — на пенсії.

## Нагороди
- Орден Трудового Червоного Прапора (26.02.1958);
- медалі.